# Імперія Бафомета
«Імперія Бафомета» (фр. L'Empire du Baphomet) — науково-фантастичний та альтернативно-історичний роман французького письменника П’єра Барбе, вперше опублікований у 1972 році.
У романі показано тривоги того часу перед силою ядерної зброї. Сюжет є укронією, історією, паралельною нашій, точка розбіжності якої є 1118 рік.

## Історія видань
Роман «Імперія Бафомета» у перекладі Бернара Кея двічі видавався у Франції:
- Видавництво Fleuve Noir, збірка «Очікування» № 1560, ілюстрація Thole, 1972.
- Видання, J'ai lu, № 768, 158 сторінок, ілюстрація на обкладинці Філіп Каза, 1977, (ISBN 2-277-11768-4).

Під час публікації в англомовних країнах була обрана назва «Метеор Бафомета».

## Сюжет
У жовтні 1118 року поблизу Труа космічний корабель розбився на невеликій відстані від лицаря Гуго де Пейн. Він наближається до того, що сприйняв як великий камень, що впав з неба, і опиняється перед інопланетянином, якого вважає демоном. Істоті, яка просить, щоб її назвали Бафомет, вдається переконати Гуго, що вона не диявол, і укладає з ним угоду. Якщо Гуго створить Орден Храму і захоче створити християнську імперію на Сході, Бафомет допоможе йому, надавши йому зброю неймовірної сили, яка допоможе розгромити всіх ворогів. Ця зброя насправді є мініатюрними ядерними гранатами. Гуго де Пейн не знає, що таємний намір Бафомета полягає в тому, щоб згодом забезпечити своє панування на Землі найближчим часом.
У 1275 році, обложений в Сен-Жан-д'Акр, великий магістр храму Гійом де Боже на чолі декількох тисяч тамплієрів і госпітальєрів вів відчайдушну боротьбу проти сарацинів. На межі капіталяції йому допомагає зброя Бафомета, завдяки чому вдається перемогти своїх ворогів. За кілька місяців він розгромив арабів Близького Сходу і заснував могутню державу. За наказом Бафомета він залишив місто під опікою госпітальєрів і вирушив на зустріч спочатку з персами, а потім із силами могутнього монгольського імператора Кубілая-хана, щоб поборотися за панування в Азії аж до Китаю (Монголія / Китай). Завдяки брату-науковцю він розкриває секрети виготовлення атомних гранат і навіть встигає, завдяки відтворювачу матеріалу, створити їх декілька сотень.
Зрештою, західники (декілька десятків тисяч) стикаються з монголами, які зібрали в десять разів більші сили (кілька сотень тисяч чоловік). Хубілай-хан розпитує ворожбитів про долю битви, яка розпочнеться: більшість з них дуже обережні й передбачають великі втрати. Тибетський монах завдяки надзвичайним психічним здібностям відкриває, що Заходу допомагає сила не божественна або демонічна, а істота з іншої планети, яка використовує Захід для власної мети. Вважаючи, що його сили переважають ворогів, Хубілай-хан віддає наказ про наступ. Його армія знищена атомними гранатами, а хан потрапляє в полон.
На останніх сторінках роману Кубілай-хан повідомляє Гійома де Боже про одкровення тибетського ченця. Гійом зустрічає ченця, який переконує його в правдивості своїх висловлювань. Гійом наказує створити невелику команду ченців, які за своїми розумовими здібностями зможуть конкурувати з Бафометом. Розпочинається боротьба; ченці користуються перевагою і примудряються вбити Бафомета. Потім Гійом де Боже привіз космічний корабель Бафомета з Європи, щоб вивчити його структуру та роботу. Безсумнівно, завдяки цьому дослідженню ми зможемо створювати такі машини серійно і людство зможе підкорити зірки.
Останні два абзаци роману нагадують про те, що планета, на якій розгортаються події в романі не Земля, вона має два місяці. Автор показує, що його історія стосується Землі в паралельному всесвіті і що його оповідь є укронією.

## Головні герої
- Бафомет — інопланетна істота, яку спочатку вважали демоном, її призначення — правити Землею.
- Гуго де Пейн — лицар, який заснував орден тамплієрів після того, як став свідком падіння космічного корабля Бафомета в 1118 році
- Гійом де Божо — Великий магістр тамплієрів завойовує Близький Схід і більшу частину Азії після перемоги над Хубілай-ханом.
- Хан Хубілай — командувач могутньої монгольської армії, зазнав поразки від Гійома де Боже і потрапив у полон.

## Переклади
У 1972 році роман також був перекладений англійською під назвою «Метеор Бафомета» (англ. Baphomet's Meteor), 1977 року — нідерландською під назвою «Хрестовий похід Бафомета» (нід. De kruistocht van de Baphomet), в 1979 році — португальською під назвою «Космічні хрестоносці» порт. Os cruzados do espaço, в 1980 році — іспанською як «Імперія Бафомета» (ісп. El imperio de Baphomet), в 1990 році — угорською як «Імперія Бафомета» (угор. Baphomet birodalma), у 1993 році чеською під назвою «Імперія Бафомета» (чеськ. Říše Bafometova).